# Georges Hellebuyck (ojciec)
Georges Auguste Hellebuyck (ur. 21 sierpnia 1890 w Antwerpii, zm. 20 lutego 1975) – belgijski żeglarz, olimpijczyk, zdobywca brązowego medalu w regatach na letnich igrzyskach olimpijskich w 1920 roku w Antwerpii.
Na Letnich Igrzyskach Olimpijskich 1920 zdobył brąz w żeglarskiej klasie 8 metrów (formuła 1919). Załogę jachtu Antwerpia V tworzyli również Henri Weewauters, Willy de l’Arbre, Léopold Standaert i Albert Grisar.
Jego syn, również Georges, był olimpijczykiem z 1948 roku.